# Doktor-Test
Der Doktor-Test oder (engl.) doctor test ist ein qualitatives Verfahren der analytischen Chemie, um Schwefelwasserstoff oder Mercaptane nachzuweisen.

## Anwendungsgebiete
Der Doktor-Test wird vor allem in der petrochemischen Industrie und im Bergbauwesen angewendet. Er ist außerdem eine vorgeschriebene Alternativmethode bei der Bestimmung des Schwefelmercaptangehalts in Flugkraftstoffen.

## Durchführung
Der Nachweis von Schwefelwasserstoff erfolgt nach der Universal Oil Products-Methode 41. Zu der zu untersuchenden Substanz wird die Doktor-Lösung gegeben, die aus einer wässrigen Lösung von Bleioxid in Natriumhydroxid besteht. Ab einer Konzentration von 0,5 ppmv Schwefelwasserstoff tritt eine Verfärbungsreaktion ein.  Eine tiefbraune Färbung ist der Nachweis für Konzentrationen von mehr als 8 ppmv H2S. Liegt die zu untersuchende Probe gasförmig vor, wird das schwefelwasserstoffhaltige Gas über ein mit der Doktor-Lösung getränktes Filterpapier geleitet.
Beim Nachweis von Mercaptanen in Kraftstoffen oder Lösemitteln nach ISO 5275 oder ASTM D4952 wird die Probe mit Natriumplumbit Na2PbO2·3H2O versetzt und geschüttelt. Danach wird eine kleine Menge Schwefel zugesetzt. Die Mischung wird weiter geschüttelt. Die Anwesenheit von Mercaptanen und/oder Schwefelwasserstoff führt zu einer Entfärbung des an der Öl-Wasser-Grenzschicht schwimmenden Schwefels oder zu einer Entfärbung einer der beiden Phasen. Da es sich um einen qualitativen Test handelt, können keine Rückschlüsse auf die Konzentration der Mercaptane getroffen werden.

## Standardisierung
Der Doktor-Test ist ein standardisiertes Nachweisverfahren. Es ist beschrieben unter
- DIN ISO 5275:2003: "Petroleum products and hydrocarbon solvents – Detection of thiols and other sulfur species – Doctor test",[6]
- ASTM D4952-09: "Standard Test Method for Qualitative Analysis for Active Sulfur Species in Fuels and Solvents (Doctor Test)"[7] und
- UOP41-07: "Doctor Test for Petroleum Distillates".[8]